# Șicula
Șicula je obec v Rumunsku v župě Arad. V roce 2009 zde žilo 4 495 obyvatel. Obec se skládá ze tří vesnic.

## Části obce
- Gurba
- Chereluș
- Șicula